# Nannoceryx myiella
Nannoceryx myiella är en fjärilsart som beskrevs av Van Eecke 1920. Nannoceryx myiella ingår i släktet Nannoceryx och familjen björnspinnare. Inga underarter finns listade i Catalogue of Life.